# Kościół św. Józefa i klasztor Jezuitów w Witebsku
Kościół św. Józefa i klasztor Jezuitów w Witebsku – nieistniejący kościół i klasztor Jezuitów w Witebsku. Znajdował się na terenie Zamku Dolnego, na lewym brzegu rzeki Wićby. Leżał przy skrzyżowaniu ulic Wielkiej i Zamkowej (ob. Lenina i Frunzego), gdzie obecnie znajduje się plac Wolności pełniący rolę parkingu. Zachowały się fundamenty budynku.

## Historia
Środki na utworzenie placówki Jezuitów przeznaczył wojewoda smoleński Aleksander Korwin Gosiewski, który 26 sierpnia 1637 r. przeznaczył im znaczne dobra ziemskie. Jezuici przyjechali do Witebska w 1637 roku i początkowo pracowali w kościele farnym. W latach 1643–1644 superior Wojciech Dębiński zbudował drewniany kościół św. Józefa. Jezuicki kompleks klasztorny szybko stał się znacznym ośrodkiem oświatowym, działała przy nim szkoła dla dzieci zubożałej szlachty, drukarnia i teatr. Przed połową XVII w. jezuici władali wschodnią częścią Dolnego Zamku, oblaną dopływami Dźwiny i otoczoną drewnianymi fortyfikacjami. Zajmowała ona ponad 2 hektary (nieregularny czworobok ok. 100 × 210 m), pomiędzy Mostem Rynkowym (zwanym później Miejskim, Jezuickim, a w XIX wieku „Krasnym”) od północy, a Mostem Zadunawskim od wschodu. Wzniesiono osobny budynek szkoły (1648) i szpital (1652). Po trwającej 100 dni heroicznej obronie, jesienią 1654 r. miasto na 13 lat trafiło pod okupację moskiewską. Wraz z obrońcami twierdzy jezuici trafili do niewoli w Kazaniu, a w opuszczonych budynkach otwarto monaster św. Aleksego. Po powrocie Witebska w granice Rzeczypospolitej. Rezydencja witebska została wskrzeszona w 1668 roku, a w 1682 roku podniesiona została do rangi kolegium. W 1668 roku Jezuici założyli teatr. W 1676 roku powstała bursa, w 1679 roku zbudowano szkołę, w 1682 roku młyn. W 1682 roku otworzono kolegium, które prowadziło kursy filozofii i teologii moralnej. W 1697 roku zbudowano aptekę. Najhojniejszym dobrodziejem kolegium był w tych czasach podkomorzy witebski Adam Franciszek Kisiel, który z kościoła św. Józefa uczynił rodzinne mauzoleum oraz ośrodek kultu bł. Jozafata.

### Murowany kościół i kolegium
W wigilię Zielonych Świąt w 1691 r. rektor Walenty Hermanowski położył kamień węgielny pod piętrowego kolegium. W 1700 r. kolegium gościło króla Augusta II Mocnego.
Podczas wojny północnej, w dniu 28 września 1708 r. kolegium podzieliło los całego miasta ukaranego przez cara Piotra I. Kozacko-kałmucki oddział jazdy spalił Witebsk, „całe zamki y miasto, ratusz y kramy, Wzhorie, Zaruczewie y Zadunawie, cztery kościoły y cerkwi dwanaście”. Wszystkie drewniane budowle, łącznie z kościołem św. Józefa spłonęły, a także dachy nieukończonego kolegium.
Darowizny pozwoliły w 1714 r. ukończyć kolegium. W 1716 roku ze środków kasztelana witebskiego Marcjana Michała Ogińskiego i miejscowej szlachty rozpoczęto budowę murowanego kościoła. Początkowo dość długo zakładano fundamenty, a właściwe prace budowlane przeprowadzono w latach 1721–1731. W 1732 roku wewnątrz nowego kościoła pojawiły się trzy ołtarze. Pracami kierował włoski architekt K. Anglianini, autor ołtarza świątyni i wykładowca teorii architektury w kolegium. W dniu 5 sierpnia 1731 roku sufragan wileński Jerzy Ancuta konsekrował kościół. Od 1737 r., na fundamentach założonych jeszcze w 1691 r., zbudowano drugie skrzydło kolegium. Murowane budynki kolegium zbudowano w latach 1691–1714 i 1737-1755. W XVIII wieku kościół św. Józefa usytuowany obok witebskiego dworu Ogińskich, spełniał funkcję ich głównego mauzoleum. W 1751 r. w rodzinnej krypcie spoczął wojewoda Marcjan Ogiński, uważany za głównego fundatora.
Znacznie ucierpiały podczas pożaru w 1757 i 1762 roku. Okres odbudowy kościoła zamykał się w latach 1763–1767, prowadząc jednocześnie budowę zachodniego skrzydła kolegium. W pracach projektowych brał udział Jan Krzysztof Glaubitz, ponieważ w październiku 1760 r. w rachunkach pojawił się zapis o wypłatę „P. Glaubiczowi architektowi”.
Odnawianie kolegium trwało do 1799 roku, przez co nabrało ono cech stylu przejściowego od baroku do klasycyzmu. W latach 1799–1800 zbudowano nowy gmach szkolny z dochodów klasztornej apteki. Był to tak zwany „Dom z kopułą” i miał on już cechy stylu klasycystycznego.
W 1820 roku władze rosyjskie zlikwidowały zakon jezuitów. W latach 1822–1839 budynek zajmowali bazylianie. Po Powstaniu listopadowym, w 1832 roku zamknięto szkołę, w której prowadzono zajęcia w języku polskim.

### Adaptacja kościoła na cerkiew
Po synodzie połockim, likwidującym unię na Białorusi, władze przekazały cały kompleks Patriarchatowi Moskiewskiemu. Kościół został przebudowany w stylu klasycystycznym i poświęcony jako sobór św. Mikołaja (nowym patronem został patron ówczesnego rosyjskiego cara). Pojawił się projekt przebudowy zwieńczeń wież i centralnej kopuły na półkoliste, a wieżę zegarową miał wieńczyć szpic w stylu empire. Projektu jednak nie zrealizowano. Roboty prowadzone w latach 1842–1843 polegały m.in. na usunięciu barokowych szczytów fasady i transeptu i budowie w ich miejscu trójkątnych frontonów. Przetrwała jednak barokowa kopuła. Opróżniono krypty, wyrzucając z nich zmumifikowane ciała fundatorów i zakonników.
W roku 1867 do Witebska przyjechał architekt Mikołaj Czagin, który wykonał nowy projekt przebudowy i wkrótce rozpoczęto prace trwające do 1872 roku. Podczas przebudowy kompleksu rozebrano wieżę kolegium, a wieże kościoła przebudowano w stylu średniowiecznej architektury moskiewskiej. Przebudowy znacznie zmieniły autentyczny wygląd budynku, jednak jego znaczenie w organizacji przestrzeni i sylwetce panoramy centrum miasta pozostało istotne. Razem z kompleksem klasztoru bernardynów, kolegium jezuitów stwarzało wrażenie lustrzanej symetrii Rynku i placu soborowego jako jednego zespołu architektonicznego.
Jednak w 1956 roku (według innych źródeł w 1957) bolszewicy zniszczyli oba klasztorne kompleksy w celu „uporządkowania i rekonstrukcji” centrum miasta.
Obecnie władze miasta zamierzają odbudować dawny kompleks klasztorny jezuitów w wyglądzie po przekazaniu go Patriarchatowi Moskiewskiemu. Planowane jest odbudowanie świątyni, nie w jej początkowym, barokowym wyglądzie, lecz z późniejszymi „murawjowskimi” przebudowami fasady głównej i wież (z dodanymi cebulastymi kopułami).

## Architektura
Kościół był pomnikiem architektury późnego baroku. Była to 2-wieżowa, trójnawowa bazylika z półkolistą apsydą i bocznymi zakrystiami.

## Galeria

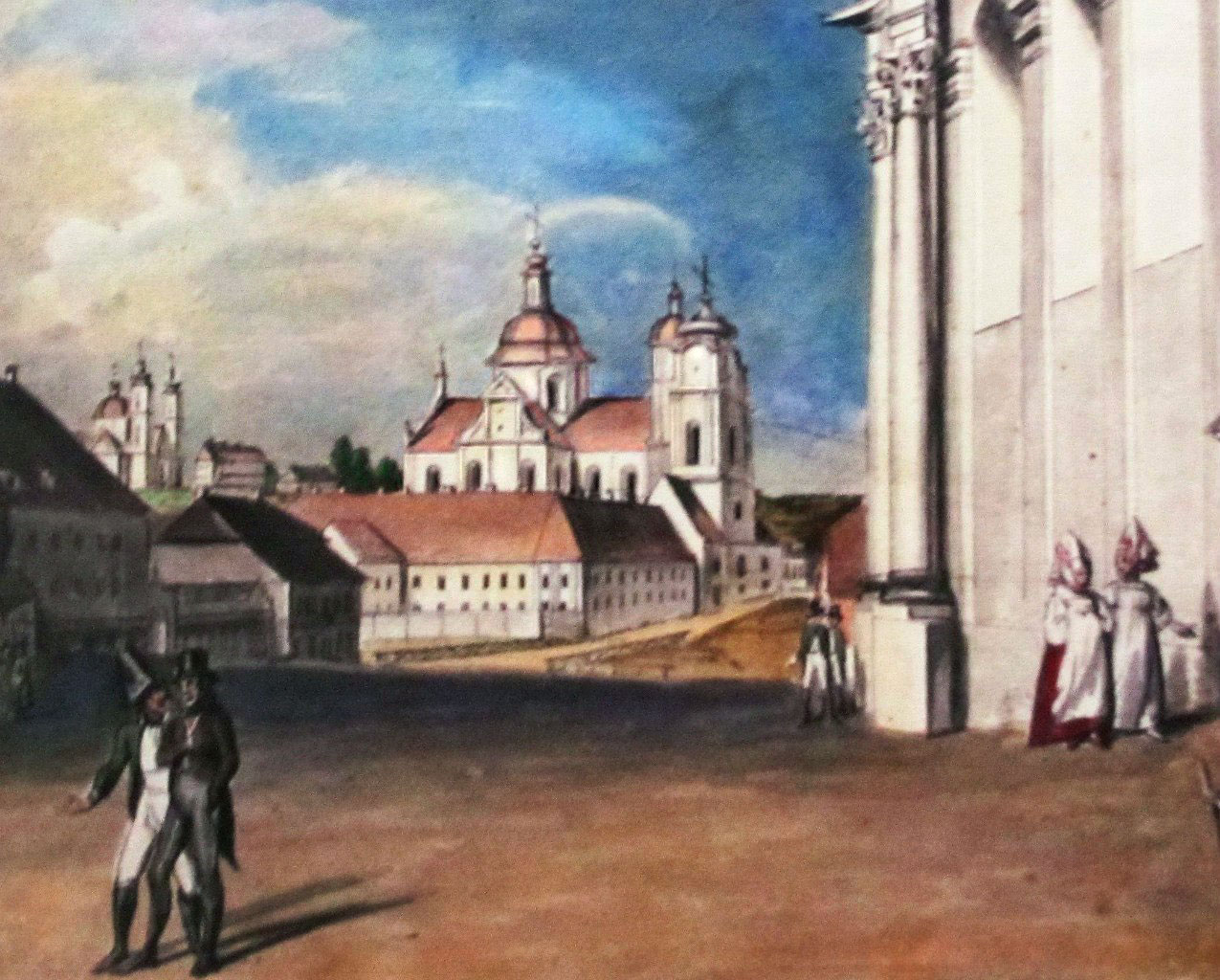
Kościół i klasztor w XVIII wieku na obrazie Józefa Peszki
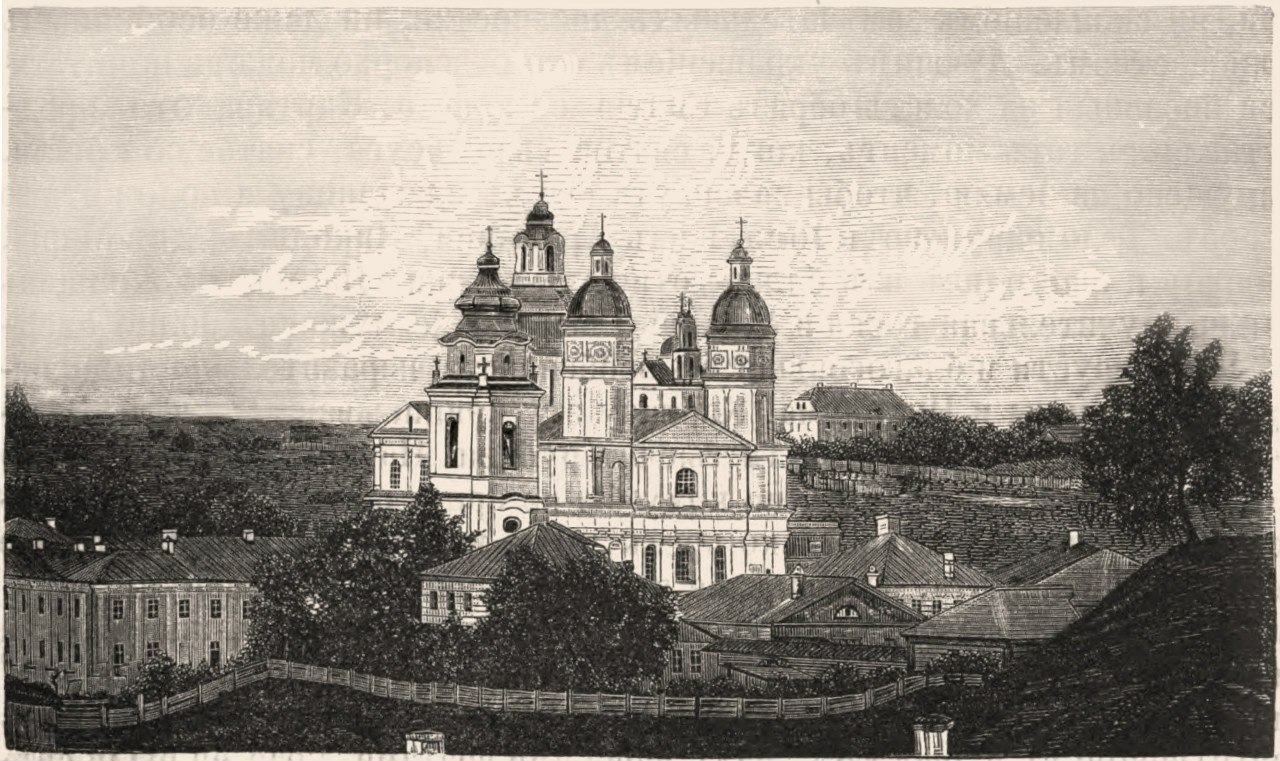
Kościół w 1865 roku
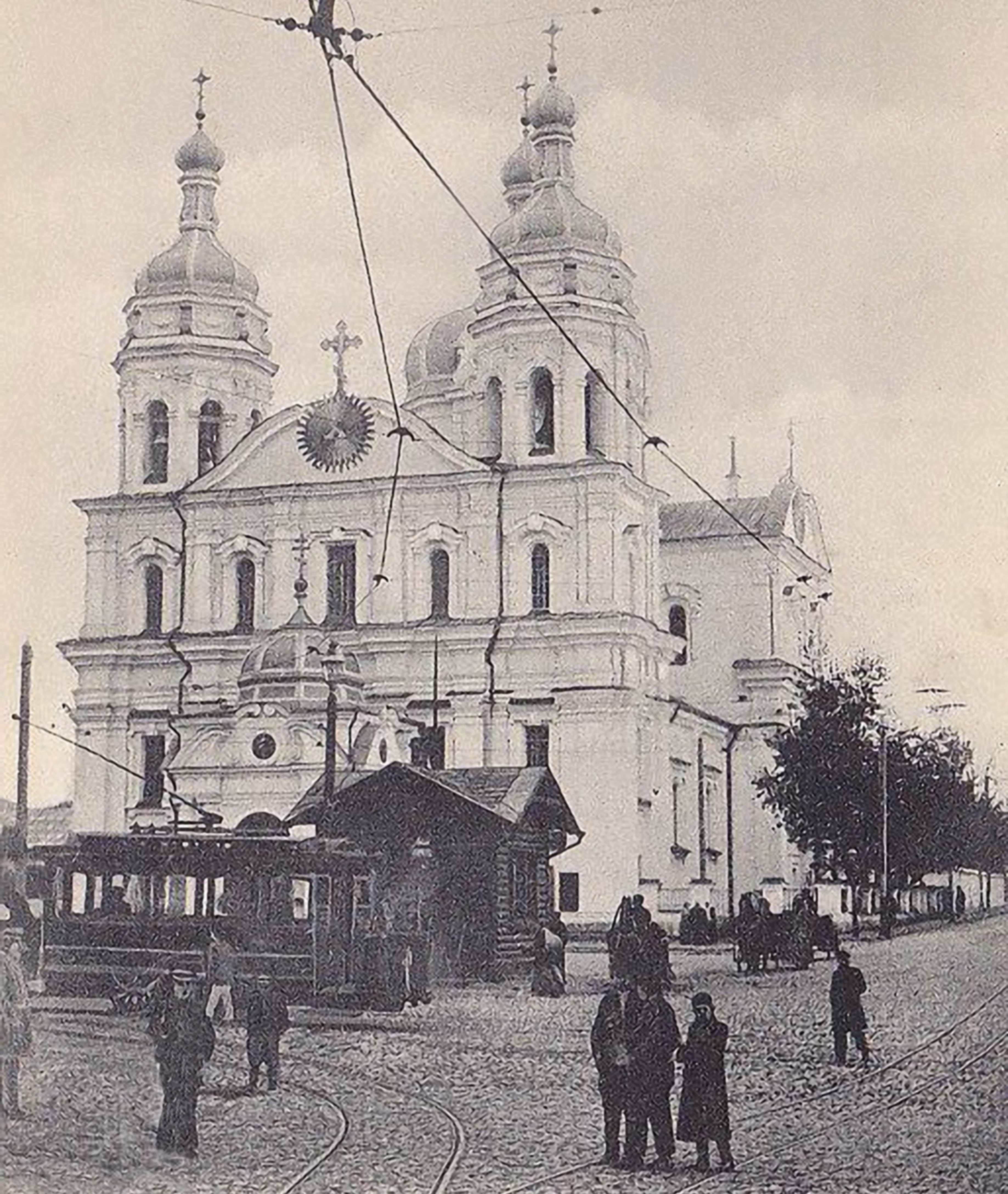
Świątynia w 1910 roku
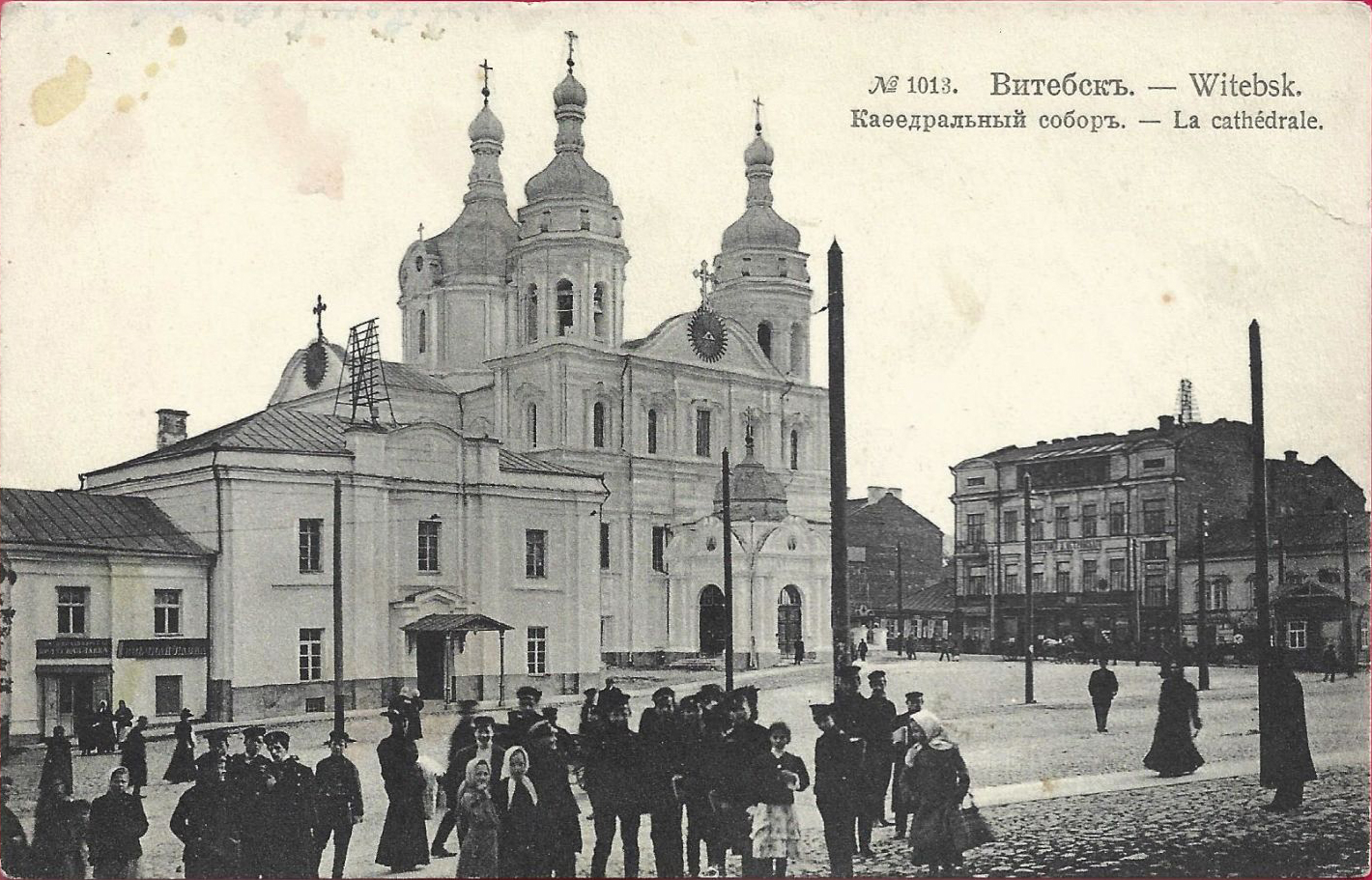
Świątynia na początku XX wieku